# Linspherbach
Der Linspherbach (auch Linspher genannt) im nordrhein-westfälischen Hochsauerlandkreis und hessischen Landkreis Waldeck-Frankenberg ist ein etwa 18,2 km langer, nordwestlicher und orografisch linker Zufluss der Eder im Rothaargebirge und Ostsauerländer Gebirgsrand.

## Name
Der Name ist ein Kompositum mit dem Grundwort -apa und dem Wort Linse. Nach dem Bach wurde eine heute wüst gefallene Ortschaft namens Linsphe benannt (1296 Lysen, 1329 Linsepe, 1394 Linffe). Später wurde der Bachname als „Linspher Bach“ umgedeutet.

## Verlauf
- Karte mit allen Koordinaten:
- OSM |
- WikiMap

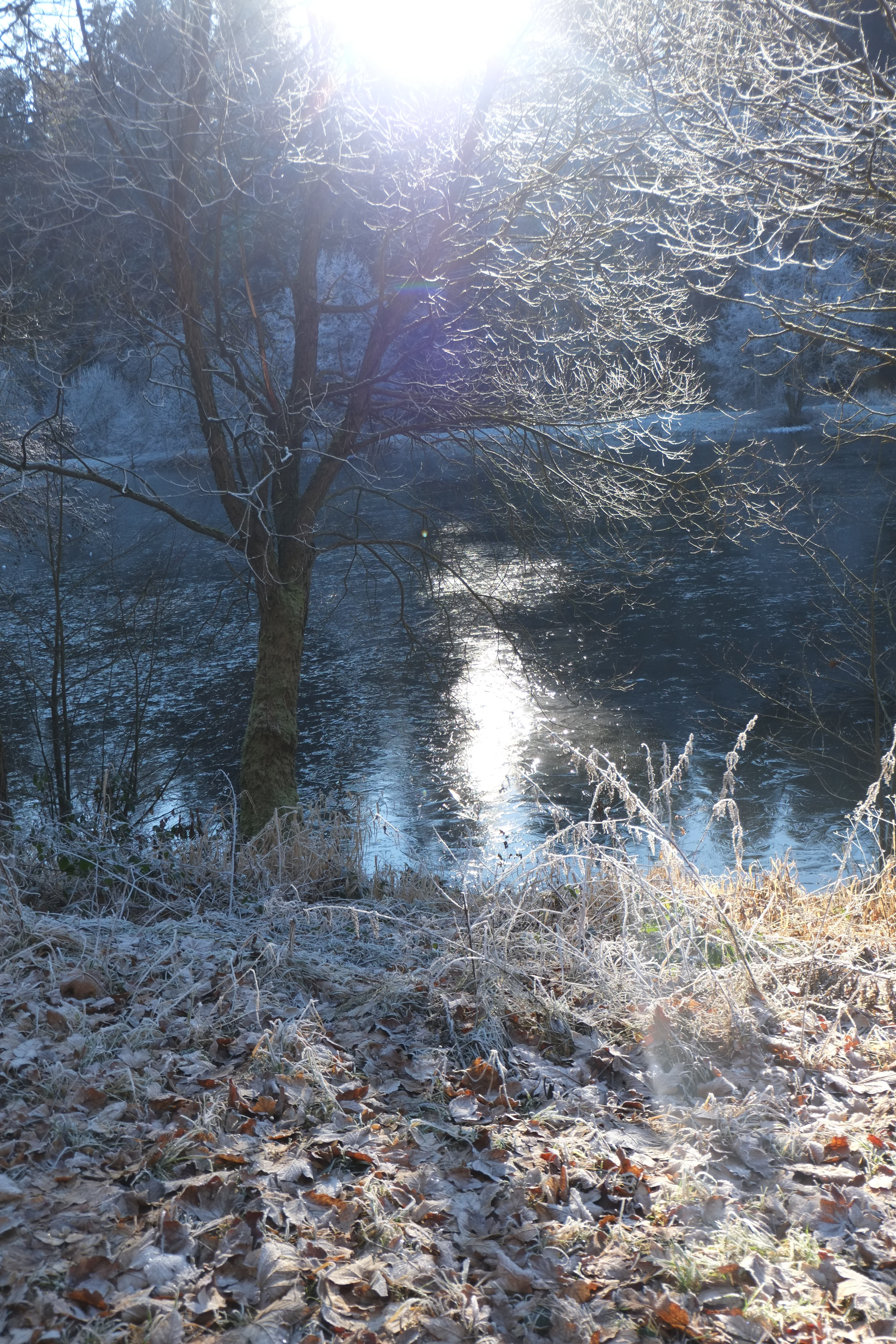
Zugefrorener Silbersee

Der Linspherbach entspringt nahe der Grenze von Westfalen und Nordhessen im Rothaargebirge. Seine Quelle befindet sich unterhalb des Pöhlskopfs (739,1 m), einem Südostausläufer des zum Massiv der Ziegenhelle (815,9 m) gehörenden Hasselrückens (766,3 m) im zur Stadt Hallenberg gehörenden und am Trambachsrücken (Trambachskopf, Trambacher Kopf) gelegenen Trambach auf etwa 648 m ü. NHN. Durch diesen Weiler führt die Landesstraße 717.
Schon nach nur knapp 100 m Fließstrecke auf der Gemarkung Hallenbergs im Hochsauerlandkreis (Westfalen) fließt der überwiegend südostwärts verlaufende Linspherbach, bis zu seiner Mündung, im Landkreis Waldeck-Frankenberg (Nordhessen). Dort fließt er anfangs durch die Gemarkung von Bromskirchen, wo er den noch heute genutzten Mühlgraben der im 16. Jahrhundert erbauten und 1,7 km südwestlich (Luftlinie) von Bromskirchen stehenden, denkmalgeschützten Oberlinspher Mühle (⊙) speist und kurz darauf südlich entlang des Silbersees (⊙) verläuft.
Etwa 2 km (Luftlinie) südlich Bromskirchens steht am Linspherbach die Unterlinspher Mühle (⊙), wo der Bach das 1907 errichtete, denkmalgeschützte Linsphertalviadukt (auch „Viadukt Bromskirchen“ genannt) der in diesem Abschnitt stillgelegten Bahnstrecke Nuttlar–Frankenberg und die Bundesstraße 236 unterquert. Von links bzw. Norden fließt hier der Fickelbach zu. Die B 236 und die teilweise zu einem Radweg umgebaute Bahnstrecke folgen nun dem Bachlauf durch die Gemarkung von Allendorf, wobei der Bach dessen Ortsteil Osterfeld passiert.
Nach dem Durchfließen von Allendorf und jeweiligem Unterqueren der Oberen Edertalbahn und Bundesstraße 253 mündet der Linspherbach auf etwa 289 m Höhe in einen Mühlgraben der Eder.

## Einzugsgebiet und Zuflüsse
Das Einzugsgebiet des Linspherbachs ist 33,107 km² groß. Der längste Zufluss ist der 3,8 km lange Fickelbach, der bei der Unterlinsphermühle von links einmündet und ein 2,772 km² großes Einzugsgebiet hat.

## Naturräumliche Zuordnung
Die Quelle des Linspherbaches liegt in der naturräumlichen Haupteinheitengruppe Süderbergland (Nr. 33), in der Haupteinheit Rothaargebirge (333) und in der Untereinheit Winterberger Hochland (333.5) im Naturraum Wilde Struth (333.50).
Wenige Kilometer unterhalb seiner Quelle fließt der Bach in die Haupteinheit Ostsauerländer Gebirgsrand (332) ein. In der dortigen Untereinheit Hinterländer Ederbergland (332.1) verläuft er im Naturraum Elbrighäuser Wald (332.11) entlang von dessen Nordostgrenze zur Untereinheit Medebacher Bucht (332.4) und danach von jener zur Untereinheit Waldstruth (332.3). Hiernach verläuft der Bach ein kurzes Stück durch den Naturraum Hatzfelder Bergland (332.10), um etwas weiter südsüdöstlich in der Untereinheit Frankenberger Grund (332.2) in den Eder-Auen seine Mündung zu erreichen.

## Naturschutzgebiet
Der Linspherbachoberlauf um die Oberlinspher Mühle fließt durch das Naturschutzgebiet Oberlauf des Linspherbaches (CDDA-Nr. 164898; 1995 ausgewiesen; 1,11 km² groß), das Teil des Fauna-Flora-Habitat-Gebiets Obere Eder (FFH-Nr. 4917-350; 23,35 km²) ist; direkt unterhalb davon liegt der Silbersee. Das Gebiet repräsentiert ein „besonders charakteristisches und gut ausgestattetes Waldwiesental der deutschen Mittelgebirge mit sehr naturnahen Bachsystemen, artenreichen Frisch-, Feucht- und Mager-Grünlandgesellschaften sowie vielgestaltigen Waldrandstrukturen.“ Das vorrangige Schutzziel ist „der Erhalt naturnaher Fließgewässer und ihrer Auen.“

## Fauna und Flora
Als Teil der Fauna finden sich Wasseramsel, Gebirgsstelze und der Eisvogel, im Bach leben Groppe, Bachforelle und Bachneunauge sowie seltene Wasserkäferarten wie etwa Hydraena angulosa. Als Amphibien sind Feuersalamander, Faden- und Bergmolch, Erdkröte, Geburtshelferkröte, Kreuzkröte und Grasfrosch zu finden, als Schmetterlingsarten sind Lilagold-Feuerfalter, Dukaten-Feuerfalter, Großer, Braunfleckiger, Feuriger und Silberfleck-Perlmuttfalter zu finden sowie Rundaugen- und Weißbindiger Mohrenfalter. Zudem ist die Gebänderte Prachtlibelle und vereinzelt die Zweigestreifte Quelljungfer als charakteristische Fließgewässerart anzutreffen. Gefährdete Arten sind Sumpfgrashüpfer und Rote Keulenschrecke.
Im oberen Bereich des Linspherbaches kommen Arten der Ginsterheiden und Silikat-Magerrasen hinzu, beispielsweise Ampfer-Grünwidderchen, Thymian-Widderchen, Schwalbenschwanz, Grüner Zipfelfalter und Gelber Ginsterspanner.

## Galerie

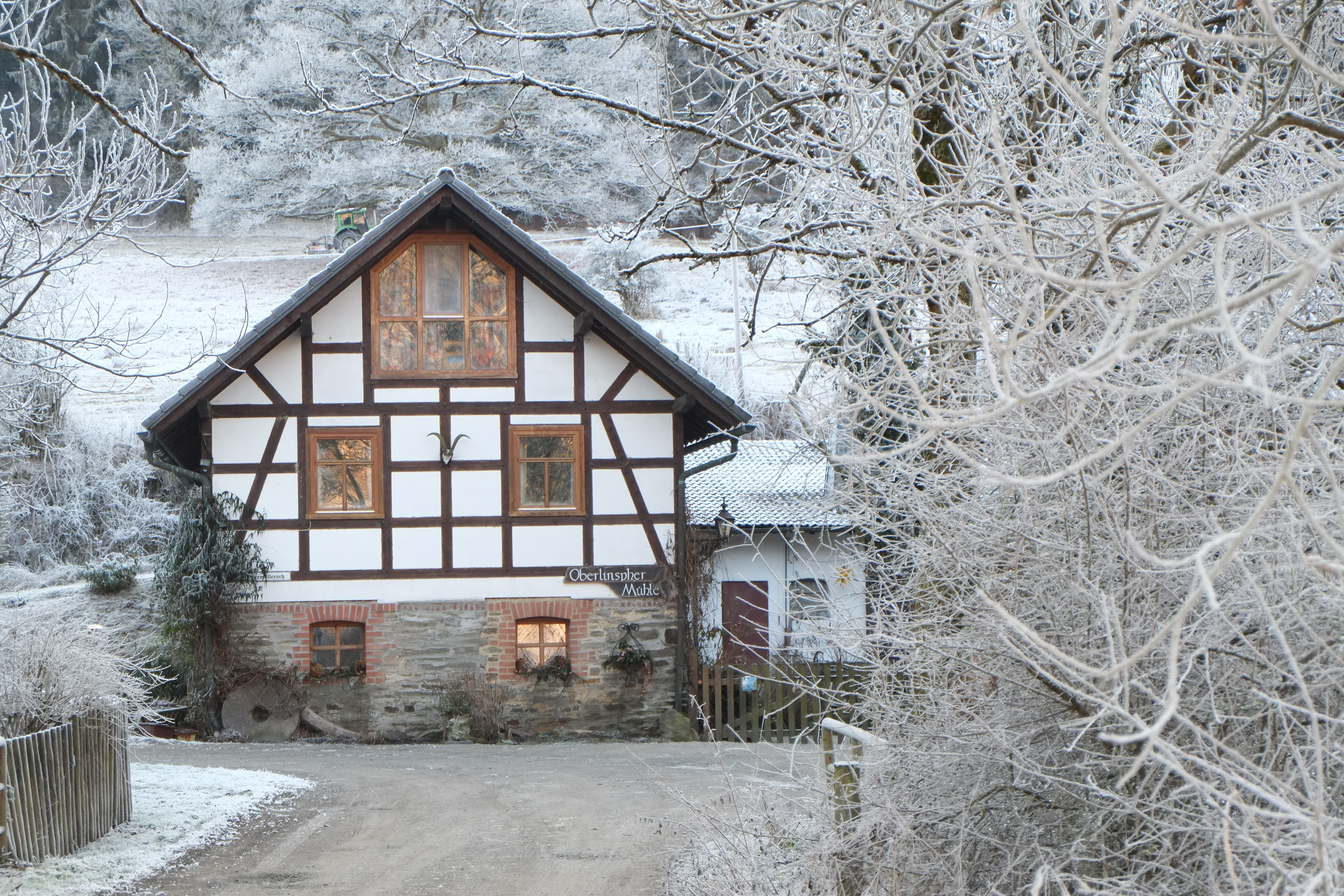
Oberlinspher Mühle
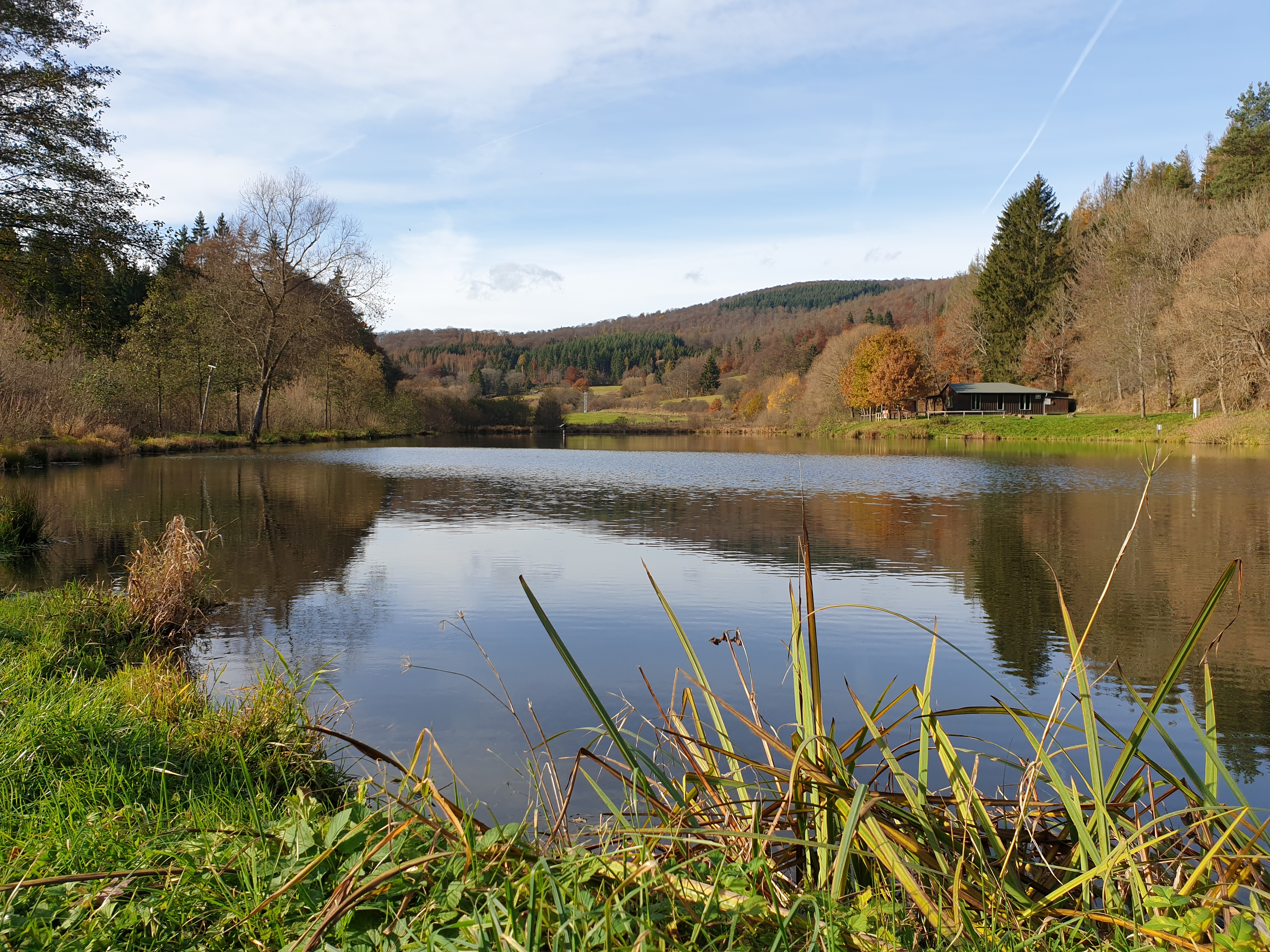
Silbersee im November
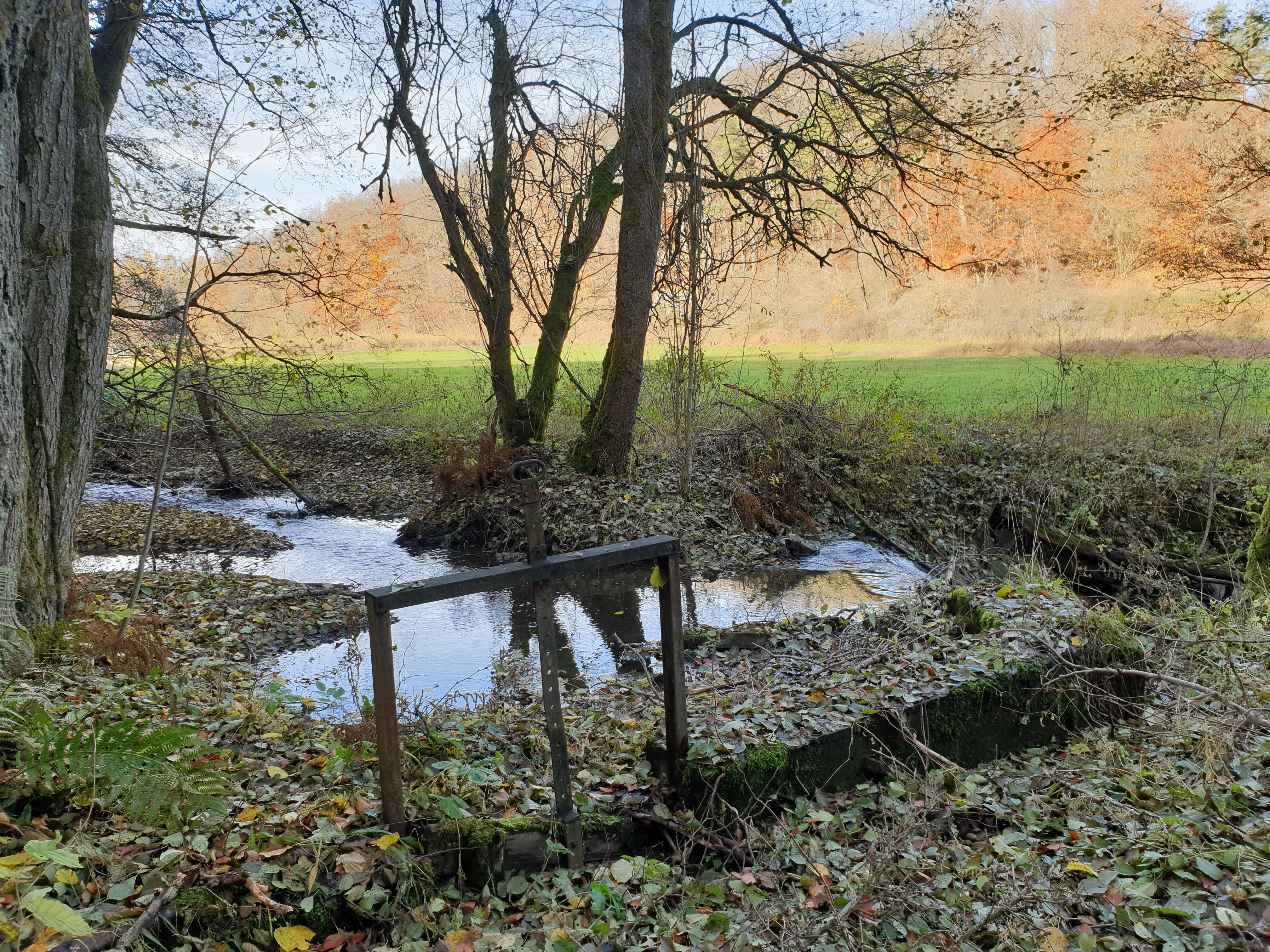
Mühlwehr der Unteren Linsphermühle
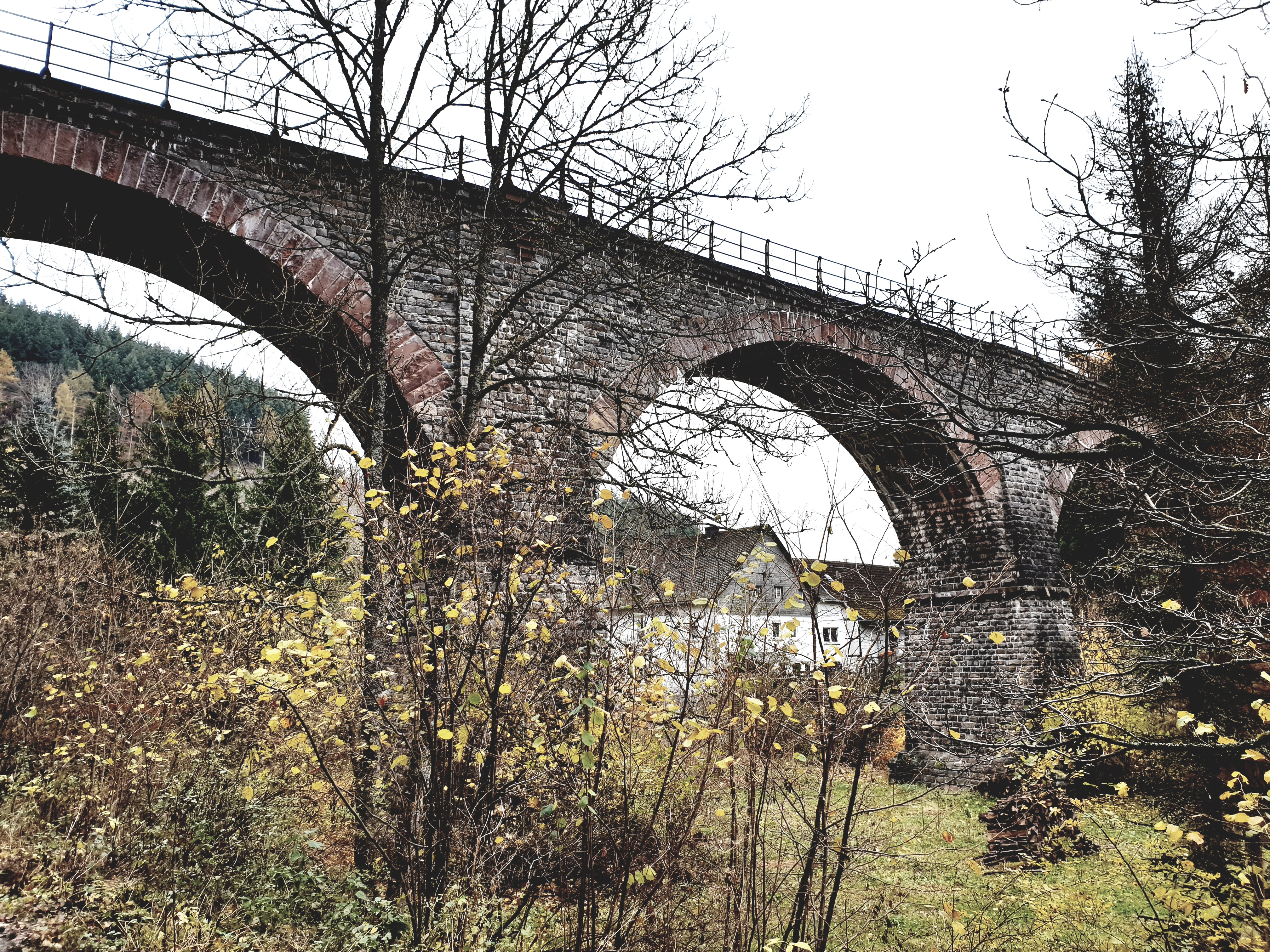
Viadukt der Bahnstrecke Nuttlar–Frankenberg über das Linsphertal
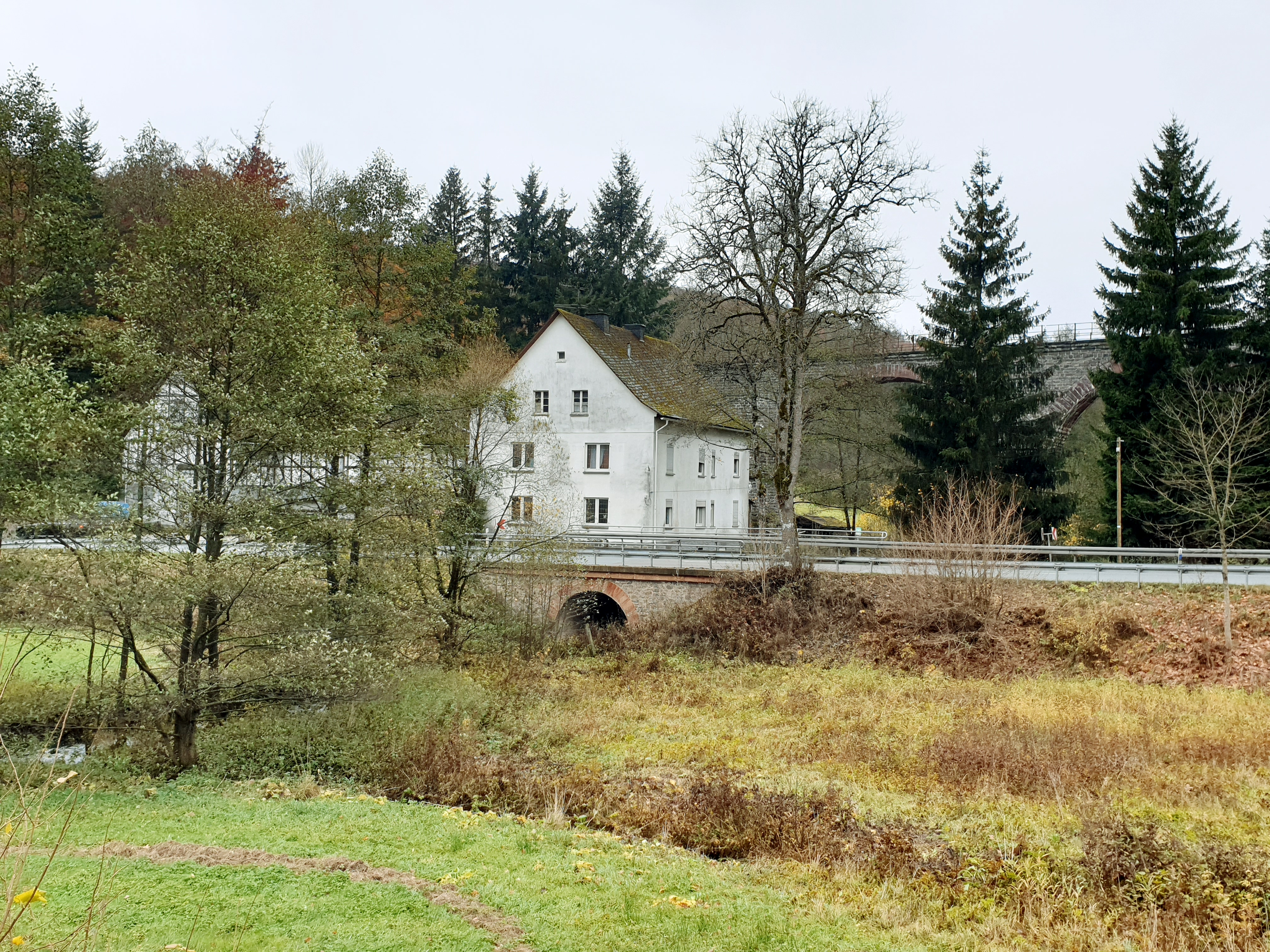
Untere Linsphermühle, davor mündet der Fickelbach (von rechts) in die Linspher